# Ophthalminsäure
Ophthalminsäure ist eine chemische Verbindung aus der Gruppe der Tripeptide. Sie ist strukturell mit Glutathion verwandt.

## Vorkommen
Ophthalminsäure kommt natürlich in Augenlinsen sowie im Gehirn von Rindern, Kaninchen und anderen Tieren (auch zusammen mit Norophthalminsäure) vor. Sie wurde 1956 von S.G. Waley entdeckt. Es hemmt die Aktivität der γ-Glutamyl-cystein-Synthetase und der Glyoxylase I sowie den Insulinabbau in Fettgewebeschnitten von Ratten. Es ist ein Biomarker für oxidativen Stress der den Verbrauch von Glutathion anzeigt. Die Biosynthese der Verbindung erfolgt ausgehend von 2-Aminobutyrat.